# Un baiser SVP
Pour plus de détails, voir Fiche technique et Distribution.
Un baiser SVP (The Invader) est une comédie britannique sortie en 1936, réalisée par Adrian Brunel, avec Buster Keaton et Lupita Tovar. Le film, également connu sous le titre An Old Spanish Custom, suit le même scénario que son remake de 1939, Pest from the West, dans lequel un millionnaire est décidé à conquérir le cœur d'une Mexicaine.